# Queratomileusi subepitelial assistida per làser
La queratomileusi subepitelial assistida per làser o queratectomia subepitelial assistida per làser (en anglès Laser Assisted Subepithelial Keratomileusis o Laser Assisted Subepithelial Keratectomy, abreviat a LASEK) és una tècnica quirúrgica que s'utilitza en oftalmologia, que utilitza la queratomileusi per corregir trastorns de refracció (com la miopia, la hipermetropia i l'astigmatisme) de l'ull de forma definitiva, mitjançant la utilització de làser.

## Descripció
Es tracta d'una variació de la tècnica LASIK que va ser empleada per primera vegada en 1999 per Massimo Camellin. Consisteix la creació d'un colgajo epitelial de la còrnia, per a això s'aplica una solució especial alcohòlica, a continuació s'utilitza el làser d'excímer per a l'ablació del teixit corneal que és necessari eliminar per corregir el defecte de refracció. Seguidament el penjoll de l'epiteli corneal es torna a situar en la seva posició original i es col·loca una lentilla protectora externa durant uns dies.

## Precaucions
No tots els pacients són bons candidats per a la cirurgia amb LASEK. Es recomana per a les persones que tenen una miopia menor de 8 diòptries, Hipermetropia menor de 4 dioprias i astigmatisme de fins a 6 dioptrias, Quan es manegen casos combinats és recomanable no combinar astigmatisme amb miopias majors de 5 dioptrias, ja que pot generar una opacitat corneal(Haze) els tres primers mesos. A més cal que la còrnia tingui un grossor superior a les 450 micres en la seva part central i tenir un estudi topogràfic ortogonal, eniantomórfico i simètric.
Si la miopia supera les 10 diòptries o la còrnia és massa fina el procediment quirúrgic recomanat és l'implant de lent intraocular (ICL).

## Tècniques per a correcció de defectes de refracció
- Queratectomia fotorefractiva o PRK[3]
- Queratomileusi in situ assistida per làser o LASIK.
- Queratomileusi subepitelial assistida per làser o LASEK.
- EPILASIK
- Lents intraoculares de càmera posterior (ICL).